# Altineria
Altineria es un género de foraminífero bentónico tal vez un sinónimo posterior de Pseudovidalina de la subfamilia Aulotortinae, de la familia Involutinidae, del suborden Involutinina y del orden Involutinida. Su especie tipo es Angelina alpinotaurica. Su rango cronoestratigráfico abarca el Lopingiense (Pérmico superior).

## Discusión
Clasificaciones más recientes hubiesen incluido Altineria en la subfamilia Pseudovidalininae, de la familia Pseudovidalinidae, de la superfamilia Lasiodiscoidea, del suborden Archaediscina, del orden Archaediscida, de la subclase Afusulinana y de la clase Fusulinata.

## Clasificación
Altineria incluye a la siguiente especie:
- Altineria alpinotaurica †